# Dyschezja niemowlęca
Dyschezja niemowlęca (ang. infant dyschezia) – zaburzenie defekacji stwierdzane u niemowląt przed ukończeniem 6. miesiąca życia, należące do zaburzeń czynnościowych przewodu pokarmowego, objawiające się występowaniem nagłego krzyku przed oddaniem stolca.
Dyschezja niemowlęca jest umieszczona w najnowszej klasyfikacji zaburzeń czynnościowych przewodu pokarmowego, zwanej kryteriami rzymskimi IV. Zaburzenie rozpoznaje się tylko u niemowląt poniżej szóstego miesiąca życia. Do jego rozpoznania wymagane jest jednoczesne wystąpienie dwóch kryteriów:
- trwający co najmniej 10 minut wysiłek i płacz, po którym niemowlę oddaje bez problemu miękki stolec
- brak jakichkolwiek innych zaburzeń zdrowotnych

Płaczowi dziecka może towarzyszyć zaczerwienienie twarzy. Pomiędzy okresami krzyku nie występują żadne objawy.
Za przyczynę dyschezji niemowlęcej uważa się zaburzenie koordynacji mięśni brzucha, która u niemowląt z dyschezją ulega wykształceniu w późniejszym wieku. Zaburzony jest proces zwiększania ciśnienia w jamie brzusznej przez mięśnie brzucha (tzw. tłocznia brzuszna) z jednoczesnym rozluźnieniem mięśni przepony miednicy, co normalnie ułatwia oddanie stolca.
W tym zaburzeniu czynnościowym nie stosuje się leczenia, ponieważ niemowlę uczy się stopniowo koordynować pracę mięśni brzucha i miednicy i do ukończenia szóstego miesiąca życia dyschezja niemowlęca ustępuje samoistnie. Nie zaleca się stosowania lewatyw i czopków doodbytniczych, natomiast lekarz powinien wyjaśnić istotę zaburzenia rodzicom.